# Albert Luisier
Albert Luisier  (* 28. Mai 1893 in Saint-Maurice; † 4. Juni 1979 in Lausanne) war ein Schweizer Agronom.

## Leben und Wirken
Albert Luisier wuchs als Sohn des Maurice-Joseph, eines Kaufmanns, und seiner Frau Eugénie in einer katholischen Familie in Lausanne auf.
Nach der klassischen Matura an den Kollegien von Saint-Maurice und Altdorf studierte er an der ETH Zürich Agronomie und schloss 1919 mit dem Diplom ab. Von 1923 bis 1959 war er Direktor der kantonalen Landwirtschaftsschule in Châteauneuf. Anschliessend arbeitete er als Fachlehrer für Viehzucht. Von 1920 bis 1969 war er Geschäftsführer des Schweizerischen Eringerzuchtverbands. Zugleich war er Mitglied der Verwaltung der Provins (Winzereigenossenschaft des Wallis), des Walliser Milchverbands und des Walliser Obst- und Gemüseproduzentenverbands.
Luisier schrieb zwischen 1919 und 1955 mehrere Lehrbücher zur Agrarwissenschaft und war Herausgeber des Herdbuchs der Rinderrasse „Eringer“, erschienen 1937/47.
In erster Ehe war er mit Blanche Debonnaire, in zweiter Ehe mit Marie-Eugénie Fontaine verheiratet, mit der er einen Sohn André Luisier hatte. Luisier war Bürger von Bagnes.

## Werke
- Notions d'élevage du bétail bovin, Sion, Impr. F. Aymon, 1919 (auch auf Deutsch als: Anleitung zur Rindviehzucht, Buchdr. Tscherrig & Tröndle, 1919)
- Mécanique générale et machines agricoles, o. O., o. V., ~1940
- Manuel de zootechnie générale, o. O., o. V., ~1940
- Constructions rurales, Châteauneuf, École cantonale d'agriculture, ~1950
- Zootechnie générale, o. O., o. V., ~1950
- Abrégé d'économie politique et d'économie rurale, Châteauneuf, o. V., 1955
- Herausgeber: Herd-book suisse de la race d'Hérens, o. O., o. V., 3 Bände, 1937/47